# Servett

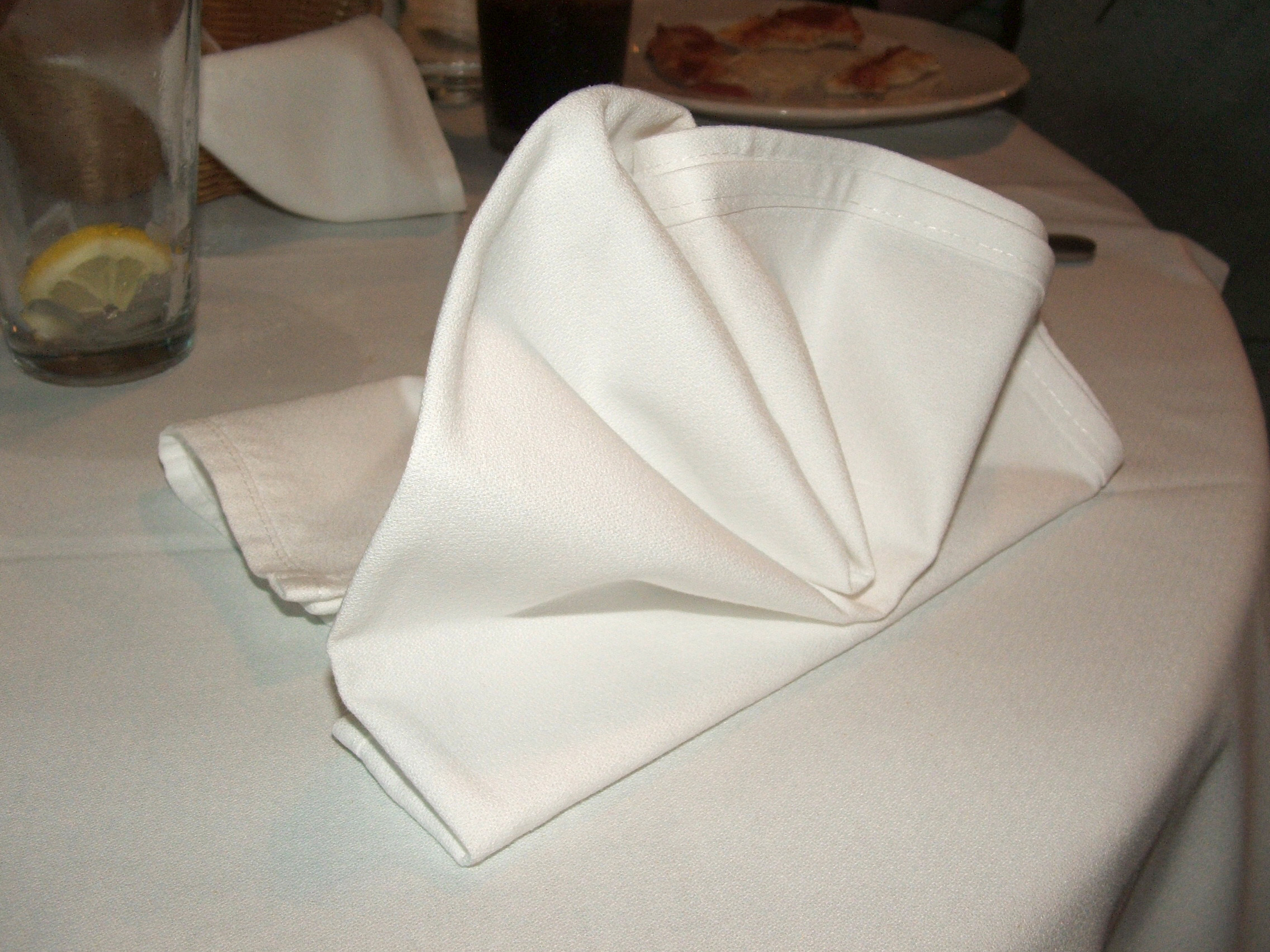
Servett

En servett eller serviett är en vanligen fyrkantig vävnad av hellinne eller halvlinne, ofta i samma mönster som den bordsduk med vilken det dukats. Sedan slutet av 1800-talet tillverkas servetter även av mjukt papper för engångsanvändning. Servettens ändamål är att rengöra händer och mun i samband med måltiden samt att skydda kläderna mot spill.

## Historia
Servetter förekom redan hos romarna. Under medeltiden infördes seden att erbjuda matgäster att före måltiden torka av händerna på ett handkläde. Under själva måltiden fick nederdelen av bordsduken användas för ändamålet. En period infördes långsmala servettdukar som lades i knät på flera intillsittande matgäster. Bruket av servett infördes på 1400-talet (under Karl VII av Frankrike). Eftersom man då alltjämt tog maten med fingrarna, byttes servetterna ut flera gånger under 
måltidens lopp.
Kring mitten av 1500-talet blev gängse bruk att förse gästerna med individuella servetter, efter sed hos Erik XIV:s hov. Till en början lades den över vänster arm eller axel och ner mot knäet, men allteftersom bruket av kråsklädnad spred sig anbringades servetten knuten under hakan i stället. På 1800-talet fäste herrarna servetten i västen och det var först på 1900-talet som dess plats allmänt blev att läggas i knäet.
Haklappar med knytband, servetter för barn, finns dokumenterade sedan 1700-talet.

## Servettring
Servettring (liksom alternativen servettväska eller servettpåse), som möjliggjorde att samma servett användes flera gånger, kom i bruk hos medelklassen på 1800-talet. Aristokratin använde bara samma servett en gång medan arbetare och bönder inte använde servetter alls.

## Servettbrytning
En servett kan vikas, "brytas", för att dekorera en dukning. En sådan brytning är "Hovsnibben" som blev populär under 1700-talet och fungerar idag som en vardagsbrytning vid det svenska hovet.

### Fotnoter
1. ↑  Servett i Nordisk familjebok (andra upplagan, 1917)
2. ↑  "Haga slott — Ett kungligt hem" (vid 53m50s), Sveriges Television den 21 april 2014.